# Gerek Meinhardt
Gerek Lin Meinhardt (San Francisco, 27 de julio de 1990) es un deportista estadounidense que compite en esgrima, especialista en la modalidad de florete. Su esposa, Lee Kiefer, compite en el mismo deporte.
Participó en cinco Juegos Olímpicos de Verano, obteniendo dos medallas en la prueba por equipos, bronce en Río de Janeiro 2016 (junto con Miles Chamley-Watson, Alexander Massialas y Race Imboden), y bronce en Tokio 2020 (con Race Imboden, Nick Itkin y Alexander Massialas), el cuarto lugar en Londres 2012 (equipo) y el cuarto lugar en París 2024 (equipo).
Ganó ocho medallas en el Campeonato Mundial de Esgrima entre los años 2010 y 2025, y seis medallas en los Juegos Panamericanos: oro en 2011, oro y plata en 2015, dos de oro en 2019 y una de oro en 2023.

## Palmarés internacional
| Juegos Olímpicos     | Juegos Olímpicos        | Juegos Olímpicos  | Juegos Olímpicos    |
| Año                  | Lugar                   | Medalla           | Prueba              |
| -------------------- | ----------------------- | ----------------- | ------------------- |
| 2016                 | Río de Janeiro (Brasil) | Medalla de bronce | Florete por equipos |
| 2020                 | Tokio (Japón)           | Medalla de bronce | Florete por equipos |
| Campeonato Mundial   |                         |                   |                     |
| Año                  | Lugar                   | Medalla           | Prueba              |
| 2010                 | París (Francia)         | Medalla de bronce | Florete individual  |
| 2013                 | Budapest (Hungría)      | Medalla de plata  | Florete por equipos |
| 2015                 | Moscú (Rusia)           | Medalla de bronce | Florete individual  |
| 2017                 | Leipzig (Alemania)      | Medalla de plata  | Florete por equipos |
| 2018                 | Wuxi (China)            | Medalla de plata  | Florete por equipos |
| 2019                 | Budapest (Hungría)      | Medalla de oro    | Florete por equipos |
| 2022                 | El Cairo (Egipto)       | Medalla de plata  | Florete por equipos |
| 2025                 | Tiflis (Georgia)        | Medalla de plata  | Florete por equipos |
| Juegos Panamericanos |                         |                   |                     |
| Año                  | Lugar                   | Medalla           | Prueba              |
| 2011                 | Guadalajara (México)    | Medalla de oro    | Florete por equipos |
| 2015                 | Toronto (Canadá)        | Medalla de oro    | Florete por equipos |
| 2015                 | Toronto (Canadá)        | Medalla de plata  | Florete individual  |
| 2019                 | Lima (Perú)             | Medalla de oro    | Florete individual  |
| 2019                 | Lima (Perú)             | Medalla de oro    | Florete por equipos |
| 2023                 | Santiago (Chile)        | Medalla de oro    | Florete por equipos |